# Guettarda guerrerensis
Guettarda guerrerensis är en måreväxtart som beskrevs av Attila L. Borhidi. Guettarda guerrerensis ingår i släktet Guettarda och familjen måreväxter. Inga underarter finns listade i Catalogue of Life.